# Campionati italiani assoluti di scherma del 1928
I Campionati italiani assoluti di scherma del 1928 sono stati organizzati dalla Federazione Italiana Scherma.
Nel fioretto, si sono aggiudicati i titoli dei campionati italiani Gioacchino Guaragna, che ha vinto il suo secondo titolo dopo quello del 1925, e Marisa Cerani, prima campionessa italiana.
Il titolo della spada è andato a Franco Riccardi, che ha bissato il titolo del anno precedente.
Nella sciabola Arturo De Vecchi ha vinto il suo primo titolo nazionale maschile.

## Podi

### Uomini
| Specialità  | Oro                 | Argento | Bronzo |
| Individuali |                     |         |        |
| Fioretto    | Gioacchino Guaragna | -       | -      |
| Spada       | Franco Riccardi     | -       | -      |
| Sciabola    | Arturo De Vecchi    | -       | -      |

### Donne
| Specialità  | Oro           | Argento | Bronzo |
| Individuali |               |         |        |
| Fioretto    | Marisa Cerani | -       | -      |